# Shannon Sharpe
Shannon Sharpe (nascido em 26 de junho de 1968) é um ex-jogador de futebol americano que jogou pelo Denver Broncos e Baltimore Ravens da National Football League (NFL). Ele jogou doze temporadas pelos Broncos (1990–99 e 2002–03) e duas temporadas com os Ravens (2000–01), ganhando três Super Bowls e terminando sua carreira como o líder de todos os tempos da NFL em recepções (815), jardas recebidas (10.060) e touchdowns (62) por um tight end. Ele também foi o primeiro tight end a acumular mais de 10.000 jardas de recepção na carreira.
Depois de se aposentar, ele trabalhou como analista da CBS Sports em suas transmissões da NFL. Depois, se tornou co-apresentador do programa de debate esportivo Skip e Shannon: Undisputed de 2016 a 2023, que teve um grande sucesso. Posteriormente foi trabalhar na ESPN no programa First Take. Em julho de 2025, após resolver um processo de agressão sexual, Sharpe foi demitido pela ESPN.
Ele foi nomeado para a equipe da década de 1990 da NFL e foi introduzido no Hall da Fama do futebol americano em 6 de agosto de 2011.

## Primeiros anos
Shannon, o irmão mais novo da ex-estrela da NFL Sterling Sharpe, cresceu pobre em Glennville, na Geórgia. Certa vez, ele brincou: "Éramos tão pobres que um ladrão invadiu nossa casa e acabamos roubando o ladrão". Ele comentou: "Eu fui um estudante terrível. Eu não me graduei, me formei com um "Obrigado, Lawdy!'" 
Em Savannah State, ele praticou futebol americano, basquete e atletismo. No atletismo, ele competiu em competições de salto e lançamentos. Ele conseguiu 6,73 metros no salto em distância e 14,73 metros no salto triplo. Ele também conseguiu um arremesso de 42,06 metros no arremesso de disco.
Sharpe foi três vezes All-Southern Intercollegiate Athletic Conferência de 1987 a 1989 e o Jogador do Ano da SIAC em 1987. Ele também foi selecionado como um Kodak Divisão II All-American em 1989. Ele levou o time de futebol americano para seus melhores recordes na história do programa: 7-3 em 1988 e 8-1 em 1989. Ele foi introduzido no Hall da Fama do Futebol da Divisão II em 2009.

## Carreira na NFL
| 1.86 m                          | 100 kg | 0.84 m | 0.25 m | 4.67 s | 1.61 s | 2.81 s | 1.25 s | 0.86 m | 3.10 m |
| Todos os valores da NFL Combine |        |        |        |        |        |        |        |        |        |

Sharpe foi selecionado na sétima rodada do Draft da NFL de 1990 pelo Denver Broncos como a 192º geral. 
Ele permaneceu com Denver até 1999, ganhando dois anéis de campeão do Super Bowl XXXII e do Super Bowl XXXIII no processo. Após o título da temporada de 1997 - seu primeiro - ele apareceu em caixas de Wheaties da General Mills com outros quatro jogadores dos Broncos. 
Depois de um período de dois anos com o Baltimore Ravens, onde ele ganhou outro anel de título no Super Bowl XXXV, ele retornou aos Broncos. Ele jogou lá até 2003. De lá, ele se aposentou para se tornar um analista da NFL para a CBS.
Ozzie Newsome, gerente geral dos Ravens, disse sobre Sharpe durante sua carreira: "Eu acho que ele é uma ameaça quando está em campo. Ele tem que ser marcado por dois. Ele é ótimo em rotas. Ele provou que pode fazer grandes jogadas. Isso é o que o separa dos outros. Ele é uma ameaça" 
Sharpe foi selecionado para o time All-Pro por 4 vezes, jogou em oito Pro Bowls (1992-1998, 2001) e acumulou mais de 1.000 jardas em três temporadas diferentes. 
Em um jogo de playoff de 1993 contra o Los Angeles Raiders, Sharpe empatou um recorde na pós-temporada com 13 recepções para 156 jardas e um touchdown. 
Ele terminou sua carreira de 14 anos com 815 recepções para 10.060 jardas e 62 touchdowns em 203 jogos.

#### Estatísticas
| Legenda | Legenda             |
| ------- | ------------------- |
|         | Venceu o Super Bowl |

| Ano   | Time             | Jogos | Rec | Jardas | Média | TDs |
| ----- | ---------------- | ----- | --- | ------ | ----- | --- |
| 1990  | Denver Broncos   | 16    | 7   | 99     | 14,1  | 1   |
| 1991  | Denver Broncos   | 16    | 22  | 322    | 14,6  | 1   |
| 1992  | Denver Broncos   | 16    | 53  | 640    | 12,1  | 2   |
| 1993  | Denver Broncos   | 16    | 81  | 995    | 12,3  | 9   |
| 1994  | Denver Broncos   | 15    | 87  | 1 010  | 11,6  | 4   |
| 1995  | Denver Broncos   | 13    | 63  | 756    | 12    | 4   |
| 1996  | Denver Broncos   | 15    | 80  | 1 062  | 13,3  | 10  |
| 1997  | Denver Broncos   | 16    | 72  | 1 107  | 15,4  | 3   |
| 1998  | Denver Broncos   | 16    | 64  | 768    | 12,0  | 10  |
| 1999  | Denver Broncos   | 5     | 23  | 224    | 9,7   | 0   |
| 2000  | Baltimore Ravens | 16    | 67  | 810    | 12,1  | 5   |
| 2001  | Baltimore Ravens | 16    | 73  | 811    | 11,1  | 2   |
| 2002  | Denver Broncos   | 12    | 61  | 686    | 11,2  | 3   |
| 2003  | Denver Broncos   | 15    | 62  | 770    | 12,4  | 8   |
| Total | Total            | 203   | 815 | 10 060 | 12,3  | 62  |

## Controvérsias
A namorada de Sharpe, Michelle Bundy, entrou com uma ação cautelar contra ele em 9 de setembro de 2010, em um tribunal de Atlanta. Bundy acusou Sharpe de agressão sexual e ameaçou sua vida, segundo documentos legais obtidos pela SportsByBrooks. Bundy alegou que foi forçada a fazer sexo com Sharpe e que Sharpe ligou e ameaçou sua vida, colocou-a sob vigilância e ligou para dizer que ele a estava observando.
A ordem de restrição foi indeferida na semana seguinte, com Bundy acusada de fabricar suas reivindicações contra Sharpe.
Em 21 de abril de 2025, Sharpe foi processado na justiça civil pela modelo de OnlyFans Gabriella Zuniga, A denúncia de treze páginas alega que Sharpe cometeu "agressão, agressão sexual, agressão física e violência sexual" e se envolveu em "inflição intencional de sofrimento emocional" e buscava indenização compensatória e punitiva de mais de US$ 50 milhões de dólares. Sharpe negou as acusações e acusou Gabriella de extorsão. Em áudios divulgados na imprensa, a voz de Sharpe pode ser ouvida ameaçando fisicamente a modelo. Em 18 de julho, foi anunciado que o caso foi resolvido fora dos tribunais, com Sharpe concordando em pagar um valor não divulgado a Gabriella e ela recuando, em definitivo, do processo.

## Carreira pós-aposentadoria
Sharpe foi comentarista da CBS Sports,  substituindo Deion Sanders e co-comentando com James Brown, Dan Marino e Boomer Esiason, assim como o ex-treinador Bill Cowher. Na temporada regular da NFL de 2004, Sharpe derrotou Marino e Esiason no jogo de escolha do The NFL Today com um recorde de 53-21. Seus críticos dizem que suas habilidades de radiodifusão são prejudicadas por sua gramática e enunciação de palavras (Sharpe tem um sotaque muito perceptíveis). Um artigo satírico sobre The Onion brincou "Produtores da CBS pedem para Shannon Sharpe usar pelo menos 3 palavras por frase".
Em 18 de fevereiro de 2014, foi anunciado que Sharpe, juntamente com Dan Marino, estavam sendo dispensados de seus deveres como comentaristas no The NFL Today e estavam sendo substituídos por Tony Gonzalez e Bart Scott.
Em 2013, Sharpe tornou-se colunista e porta-voz da revista FitnessRX For Men e apareceu em sua capa de setembro de 2013.
Sharpe estava entre os dezessete finalistas considerados para consagração no Pro Football Hall of Fame em 2009. No entanto, ele foi preterido em seu primeiro ano em uma classe que incluía Bruce Smith, Ralph Wilson, Derrick Thomas e Rod Woodson. Em 23 de outubro de 2009, o Hall da Fama do Futebol Americano da Divisão NCAA anunciou que Sharpe seria empossado em dezembro daquele ano. Além disso, a Savannah State University também aposentou a camisa número 2 de Sharpe.
Em 28 de novembro de 2010, Sharpe foi indicado como semi-finalista para o Hall da Fama do Futebol Profissional de 2011, juntamente com Art Modell e outros 24, entre eles Jerome Bettis, Roger Craig, Marshall Faulk e Deion Sanders. Posteriormente, em 6 de fevereiro de 2011, Shannon Sharpe foi introduzido no Hall da Fama do Futebol Profissional. Sharpe foi escoltado para a cerimônia do Hall of Fame pelo cantor nativo Haley Smith, dando continuidade à tradição de vencedores do concurso acompanhando os recrutas. Ele também apareceu em American Dad! no episódio "The Scarlett Getter", retratando-se.
Sharpe se juntou a Skip Bayless no novo show de debate da FS1 da Fox Sports, Skip e Shannon: Undisputed, que estreou em 6 de setembro de 2016. Em 13 de junho de 2023, Sharpe participou do seu último episódio como co-apresentador do Undisputed. Em 24 de agosto de 2023, foi anunciado nas redes sociais que Sharpe se juntaria ao programa First Take da ESPN, a partir de 4 de setembro de 2023, participando das edições de segunda e terça-feira para a temporada da NFL.
Sharpe é o anfitrião do seu próprio podcast, o Club Shay Shay.
Ao final de julho de 2025, a ESPN anunciou que não renovaria o contrato de Sharpe, efetivamente encerrando sua carreira na empresa. A notícia veio dias após o anúncio de que Sharpe havia chegado a um acordo para pagar a modelo Gabriella Zuniga para que ela abandonasse o processo contra ele por agressão sexual.